# 네오레알리스모
네오레알리스모(이탈리아어: Neorealismo)는 제2차 세계 대전 전후 이탈리아에서 일어난 영화운동이다. 이탈리안 네오리얼리즘이라고도 불린다. 세트 촬영보다는 야외 촬영을, 전문 배우보다는 비전문 배우를 사용했으며, 주로 허구적인 스토리보다는 노동자 계급의 절망적 현실을 가감없이 다룬 것이 특징이다.

## 역사
네오레알리스모라는 용어는 베니토 무솔리니 정권이 무너지기 한 달 전인 1943년 6월에 움베르토 바르바로가 로마의 잡지 『영화』에서 언급함으로써 처음으로 사용되었다.
정권이 무너지자, 루치노 비스콘티, 쟌니 푸치니, 케사르 자바티니, 주세페 데 산티스, 피에트로 잉그라오를 포함한 『시네마』지의 평론가들을 중심으로 발전했다. 이들은 그 당시 주류를 이루던 백색전화 영화를 신랄하게 비판하고, 리얼리즘 영화를 시도해야 한다고 주장하였다.

## 개요
2차대전 후의 이탈리아영화는 네오 리얼리즘으로부터 출발했으며, 네오 리얼리즘을 축(軸)으로 하여 발전했다. 또 네오 리얼리즘은 이탈리아뿐만 아니라 세계적으로도 큰 영향을 주어, 대전 후 영화의 하나의 체질을 결정했다고 말할 수 있다. 그 대표적인 작가였던 로베르토 로셀리니(R.Rossellini)는 나치 점령하의 로마에서 <무방비도시>(1945)의 촬영을 시작했다. 그는 레지스탕스운동의 일환으로서 이상한 현실을 기록하기 위하여 이 작품을 만들었으며, 카메라와 대상(對象)의 조정, 시대에의 적극적인 참가를 제일의(第一義)로 하고, 과거의 형(形)에 들어맞는 드라마를 만들어, 연출상의 약속을 대담하게 포기하였다. 또 비토리오 데 시카(V.De Sica)는 <구두닦기>(1946), <자전거 도둑>(1948) 등에서 대전 후의 혼란과 빈곤을 기록하기 위하여 일체의 세트를 사용치 않고 직접 가두에서 아마추어 배우를 배치해 놓고 촬영했다. 이들은 전쟁이라는 생명의 극한상황을 체험한 사람들의 공감을 불러일으켜 종래의 극작법으로는 묘사할 수 없었던 현실감을 포착할 수가 있었다. 네오 리얼리즘은 1946-48년에 최성기를 맞이하여, 로셀리니의 <전화(戰火)의 피안>(1946), <독일영년(零年)>(1948), 주세페 데 산티스의 <황야의 포옹>(1947), 루키노 비스콘티(L. Visconti)의 <대지는 흔들린다>(1948) 등을 남겼다.
그런데, 시대가 점차 안정되면서 네오 리얼리즘은 변모하여 몇몇 경향으로 갈라지기 시작했다. 로셀리니는 <신의 광대 프란체스코>(1950), <유럽 1951>(1951) 등에서 관념적 주제를 다루고, 비스콘티는 <센소(Senso)>(1954)에서 역사적 주제를 묘사하게 되었다. 그러나 가장 인기를 모은 것은 이탈리아 고유의 지방주의(地方主義) 희극·사극(史劇)등의 부활이다. 원래 이탈리아는 근대까지 각 지방이 작은 나라로서 독립하고, 통일이 뒤늦었기 때문에, 이탈리아인이라는 자각보다는 밀라네제, 로바노, 나폴리타노와 같은 의식(意識)이 강했다. 거기에서는 지방적인 현실, 지방적인 특질에 입각한 영화가 환영을 받게 된다. 데 산티스의 <애정의 쌀>(1948), 마리오 솔다티의 <2펜스의 희망>(1951), 루이지 코멘치니의 <빵과 사랑과 꿈>(1958) 등을 비롯하여, 이들 지방주의는 오늘날까지 이탈리아영화의 한 특질로서 살아있다. 그리고 명랑한 그 국민성을 반영한 희극 코메디아 델 아르테의 전통도 무시할 수 없다. <전쟁>(1959)의 마리오 모니첼리는 그 대표적 작가이며, 피에트로 제르미의 <이탈리아식 이혼 광상곡>(1961) 등은 희극에다 지방주의를 되살린 전형(典型)일 것이다. 토토라든가 알베르토 소르디 등의 희극 배우도 많다. 또 사극영화는 무성시대(無聲時代)로부터 이탈리아 영화의 상표이며, 2차대전 후도 알레산드로 블라젯티의 <파비올라>(1949) 등, 기타 많은 스펙터클 영화가 만들어지고 있다.

## 같이 보기
- 누벨 바그
- 싱크대 사실주의